# Libelloides italicus
Libelloides italicus — вид сітчастокрилих комах родини аскалафових (Ascalaphidae). Ендемік Італії. Проте деякими систематиками вважається молодшим синонімом Libelloides coccajus.

## Опис
Комаха завдовжки 25 мм, з розмахом крил 45–55 мм. Тіло чорне і досить волосате. Очі великі та опуклі; антени довгі та ущільнені. Крила не мають лусочок і частково прозорі, з яскраво-жовтими ділянками в першій третині і темно-коричневими на зовнішній стороні.

## Спосіб життя
Дорослі особин трапляються з квітня по липень. Це денні хижаки, які полюють на літаючих комах. Самиця відкладає яйця групами на стеблах трав'янистих рослин. Личинки також є хижаками. Вони лежать на поверхні ґрунту, чекаючи здобич. У стадії личинки живуть близько двох років.